# Karl Gustav Wilhelm Stenzel
Karl Gustav Wilhelm Stenzel (* 21. November 1826 in Breslau; † 30. März 1905 ebenda) war ein deutscher Botaniker und Lehrer. Sein botanisches Autorenkürzel lautet „Stenzel“.

## Leben
Karl Gustav Wilhelm  Stenzel war ein Sohn des Historikers Gustav Adolf Harald Stenzel und dessen Ehefrau Maria, geborene Bredow, der Tochter des Helmstädter Historikers Gabriel Gottfried Bredow. Die Pädagogin und Schriftstellerin Hedwig Haberkern (1837–1901), geborene Stenzel,  Textautorin des Kinderlieds Schneeflöckchen, Weißröckchen, war seine Schwester.
Karl Gustav Wilhelm Stenzel studierte an der Universität Breslau Naturwissenschaften und wurde bei Heinrich Göppert in Breslau 1850 mit seiner Dissertation De trunco Palmarum fossilium zum Dr. phil. promoviert. 
Er wirkte von 1854 bis 1857 als Lehrer der Naturwissenschaften an der höheren Bürger- und Realschule in Küstrin und später bis 1891 als
Oberlehrer am Realgymnasium am Zwinger in Breslau. Stenzel befasste sich mit Paläontologie und Botanik, wobei er seinen Schwerpunkt auf Bau und Wachstum von Farnen sowie fossile Palmen legte.
Am 1. Februar 1850 wurde Karl Gustav Wilhelm Stenzel unter der Matrikel-Nr. 1605 mit dem akademischen Beinamen Reichel II. in der Sektion Botanik zum Mitglied der Leopoldina gewählt.
Ihm zu Ehren wurde die fossile Pflanzengattung Stenzelia Göpp. 1864 benannt.

## Schriften
- De trunco Palmarum fossilium. Inaugural-Dissertation, Grass, Barth et Soc., Breslau 1850 (Digitalisat)
- Zwei Beiträge zur Kenntniss der fossilen Palmen. Novorum actorum Academiae Caesareae Leopoldinae-Carolinae Naturae Curiosorum, 22, 1850, S. 465–508, Tafel 51–53 (Digitalisat)
- Über die Staarsteine. Nova acta Academiae Caesareae Leopoldino-Carolinae Germanicae Naturae Curiosorum, 24, 1854 (Digitalisat)
- Beobachtungen an durchwachsenen Fichtenzapfen. Ein Beitrag zur Morphologie der Nadelhölzer. Dresden 1876 (Digitalisat)